# Bisdom Steubenville
Het bisdom Steubenville (Latijn: Dioecesis Steubenvicensis) is een rooms-katholiek bisdom met als zetel Steubenville, in de Amerikaanse staat Ohio. Het bisdom is suffragaan aan het aartsbisdom Cincinnati. 

## Geschiedenis
Het bisdom werd opgericht op 21 oktober 1944, uit delen van het bisdom Columbus. 

## Parochies
Het bisdom had in 2023 een oppervlakte van 15.309 km2 en telde 481.411 inwoners waarvan 5,9% rooms-katholiek was.

## Bisschoppen
- John Anthony King Mussio (10 maart 1945 - 27 september 1977)
- Albert Henry Ottenweller (27 september 1977 - 28 januari 1992)
- Gilbert Ignatius Sheldon (28 januari 1992 - 31 mei 2002)
- Robert Daniel Conlon (31 mei 2002 - 17 mei 2011)
- Jeffrey Marc Monforton (3 juli 2012 - 28 september 2023)
- sedisvacatie
  - Paul Joseph Bradley (apostolisch administrator: 28 september 2023 - 14 juni 2024)
  - Edward Mark Lohse (apostolisch administrator: 14 juni 2024 - heden)

## Galerij van afbeeldingen

Wapen van het bisdom
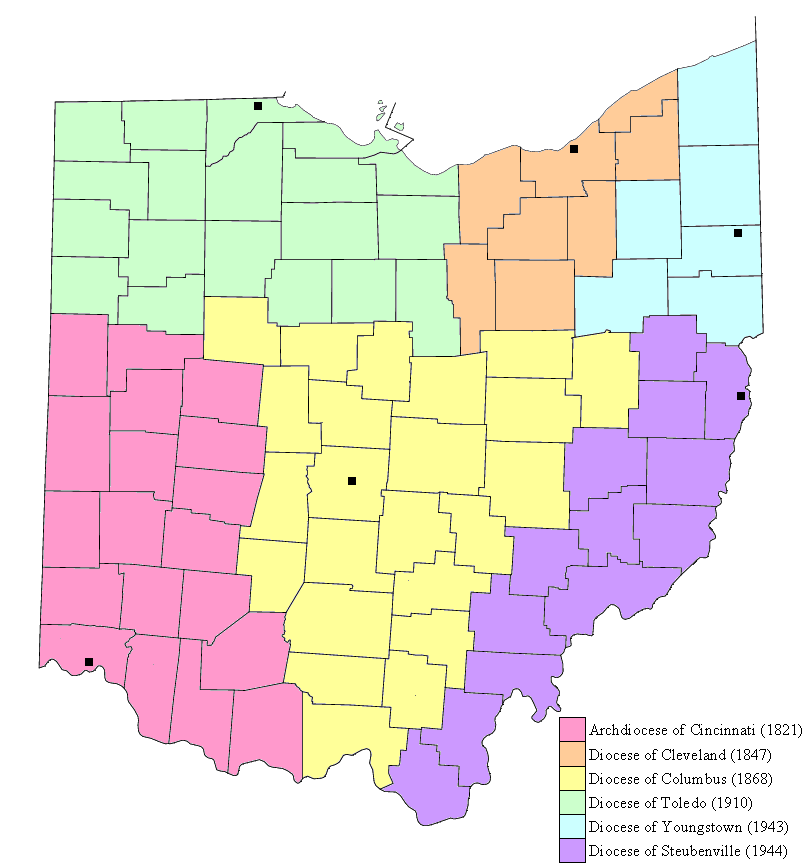
Kerkprovincie met aartsbisdom en suffragane bisdommen
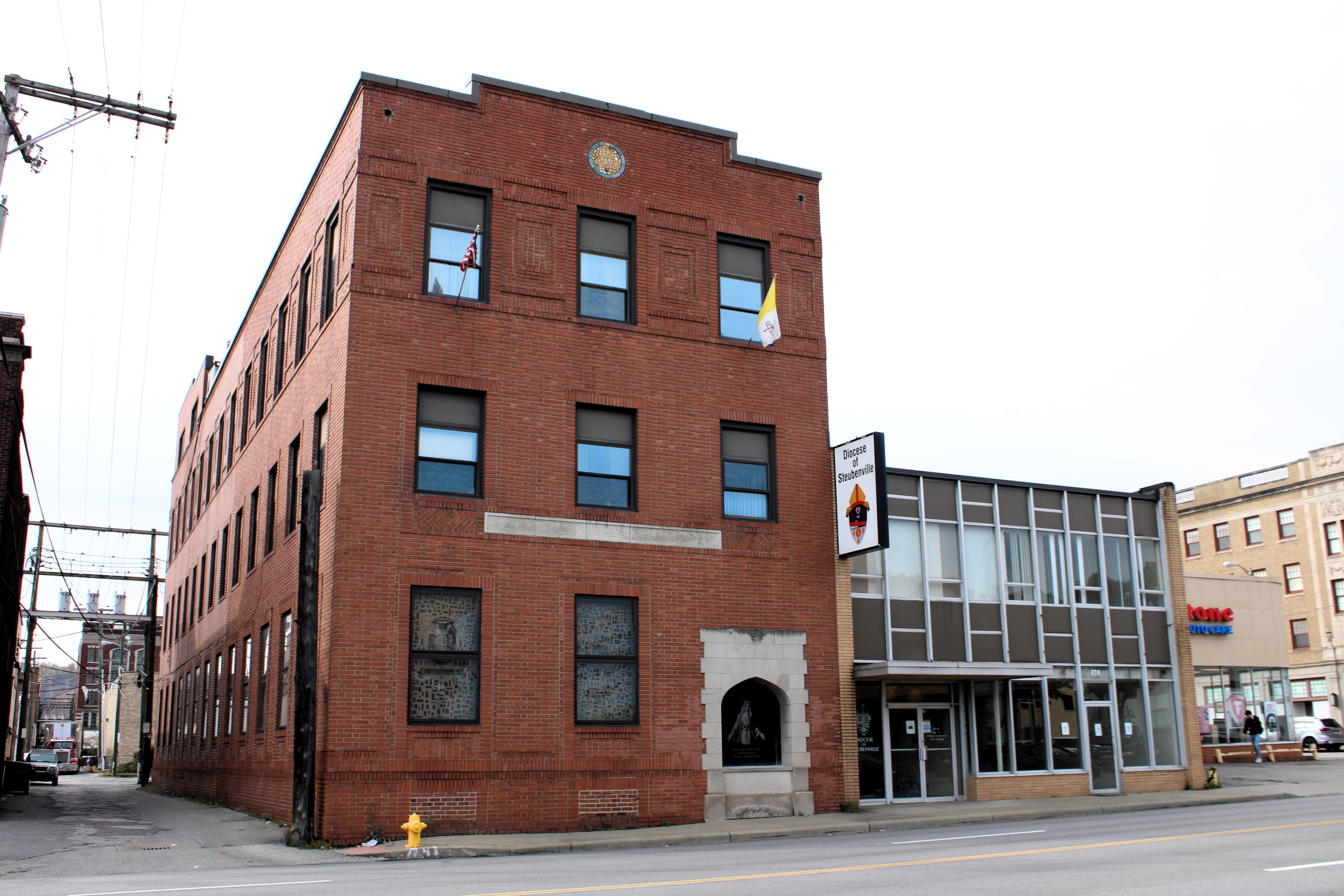
Pastoraal centrum van het bisdom

Cincinnati (aartsbisdom) · Cleveland · Columbus · Steubenville · Toledo · Youngstown